# Firmin Verhevick
Firmin Balthazar Verhevick, né à Molenbeek-Saint-Jean le 21 août 1874 et décédé à Etterbeek le 15 février 1962, est un peintre belge.

## Biographie
Outre une formation auprès de Jean Laudy (1877-1956) et de Franz Courtens (1854-1943), Firmin Verhevick fit de fréquents séjours en France et en Italie où il put affiner son style.
Il peignit des paysages, des scènes d'intérieurs et des marines et pratiqua également le fusain et l'eau forte.
Selon Eugène De Seyn ses aquarelles sont fort appréciées des amateurs, et beaucoup considèrent son Marché de Zaccharia à Venise, comme un petit chef-d'œuvre aquarellé.
Éloigné de tous les courants "modernes" qui désorientaient les amateurs aimant les œuvres "solides", il produisit des toiles réalistes et sensibles, sans toutefois tomber dans le chromo.
Sander Pierron dit en 1924 que son travail est « vrai, sincère, sûrement établi, sans prétention de modernisme, ni sans assujettissement à la tradition ».
Il habitait à Saint-Josse-ten-Noode, rue de la Ferme 121.

## Quelques œuvres

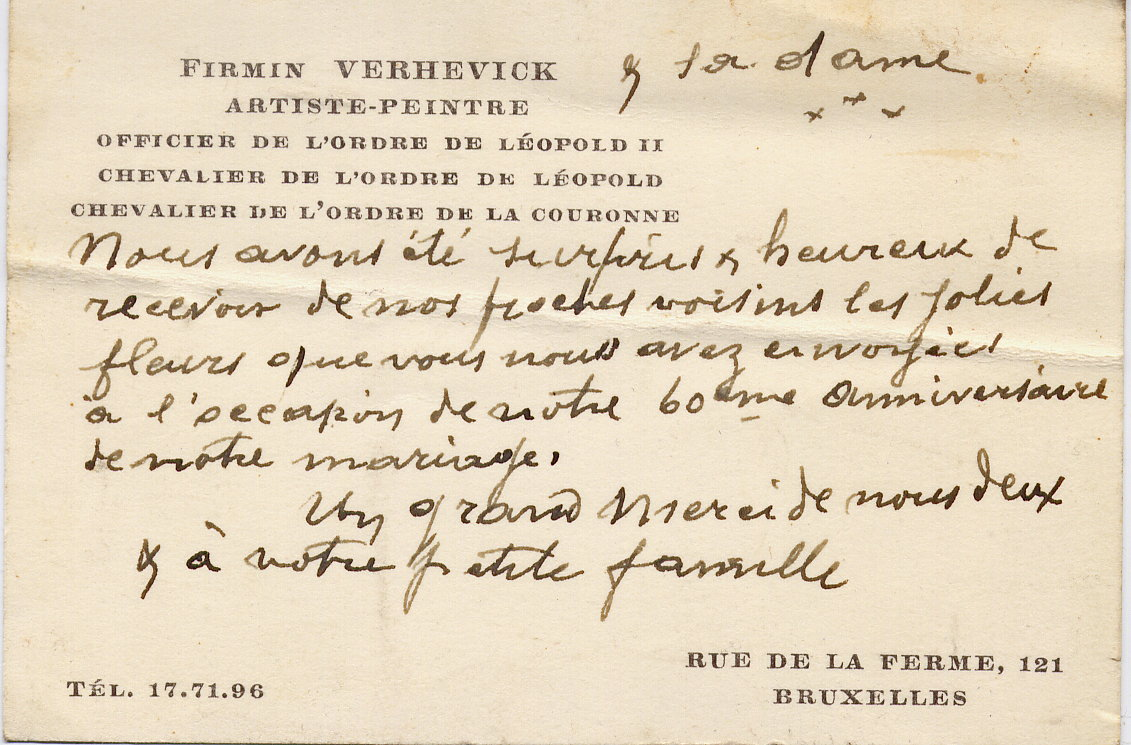
Carte de visite avec autographe du peintre Verhevick

- Le quai Saint Sébastien à Martigues, aquarelle
- Rue animée, aquarelle